# Heinz Kempchen
Heinz Kempchen (* 24. Februar 1922 in Essen; † unbekannt) war ein deutscher Fußballspieler, der in den erstklassigen Fußballoberligen Nord und West von 1949 bis 1958 für die Vereine VfB Lübeck (24/4), STV Horst-Emscher (114/3) und VfL Wolfsburg (82/0) insgesamt 220 Ligaspiele mit sieben Toren absolviert hat.

## Laufbahn

### VfB Lübeck und Horst-Emscher, 1949 bis 1954
Der Abwehrspieler Heinz Kempchen war im Sommer 1949 von Preußen Münster zu den Grün-Weißen von der Lohmühle in die Oberliga Nord gekommen. In der Saison 1948/49 hatte er in der Oberliga West aber kein Ligaspiel für Münster bestritten. Unter Trainer Otto Höxtermann hatte der VfB den 7. Rang in der Oberliga Nord belegt und damit sicher die Klasse gehalten. Durch die zahlreichen weiteren Neuzugänge neben Kempchen wie Werner Blechschmidt, Gerhard Eckhoff, Hermann Feike, Walter Ilg, Karl Karlinger, Wilfried Meinert und Hans Thielhorn kam viel Unruhe in den Kader, aber wenig verbessernde Qualität: Neben Kempchen (24/4) schaffte es lediglich noch Meinert (28/0) in die Stammbesetzung, mit Abstrichen noch Ilg mit fünf Toren in 17 Einsätzen. Da zudem der Verein auch noch in der Trainerfrage unglücklich agierte und kurz vor Saisonbeginn Amtsinhaber Höxtermann überraschend verlor und die Nachfolgelösung sich bis in die Hinrunde hinein zog, stand die Saison von Beginn an unter einem schlechten Stern. Von gezielter Spielerverstärkung konnte keine Rede sein, es war bis zum Amtsantritt im Februar 1950 von Erwin Helmchen keine wirkliche Führungsqualität auf dem Trainerstuhl vorhanden und somit war Abstiegskampf pur angesagt. Der Start in der Oberliga lief für Kempchen in Lübeck unter negativen Bedingungen ab.
Als innerhalb von acht Tagen die zwei Spiele gegen den Mitabstiegskonkurrenten Bremer SV Ende Januar 1950 mit 2:6 (Nachholspiel) und 1:3 verloren gingen – in beiden Partien lief Kempchen als rechter Außenläufer auf, half auch das Engagement von Erwin Helmchen nicht mehr wirklich. Auch die zwei persönlichen Spielteilnahmen des ehemaligen „Sachsen-Bombers“ am 30. April und 7. Mai gegen Arminia Hannover (3:0) und FC St. Pauli (2:2) konnten das Ruder nicht mehr herumreisen. Der VfB Lübeck stieg mit einem Punkt Rückstand zum Bremer SV 1949/50 aus der Oberliga Nord ab. Kempchen hatte zwar in 24 Ligaeinsätzen mit vier Toren seine Oberligatauglichkeit unter Beweis gestellt, trotzdem verlief die Runde in Lübeck nicht zu seiner und des VfB Zufriedenheit. Er kehrte nach Rundenende wieder in den Westen zurück und unterschrieb zur Saison 1950/51 beim STV Horst-Emscher einen neuen Vertrag in der Oberliga West.
Beim Team um die Leistungsträger Heinz Flotho (Torhüter), Alfred Kelbassa und Franz Wichelhaus gehörte Kempchen sofort der Stammbesetzung und belegte am Rundenende mit den „Emscher Husaren“ den 10. Rang. Er hatte für das Team vom Fürstenbergstadion alle 30 Ligaspiele bestritten und zwei Tore erzielt. Auch in den weiteren drei Runden gehörte er als Leistungsträger der Stammbesetzung der Schwarz-Blauen an. Als besondere Würdigung seiner Leistung erfuhr der Defensivakteur die Berufung in die Westdeutsche Auswahl zum Repräsentativspiel am 1. Februar 1953 in Saarbrücken gegen die Saarauswahl. Vor Torhüter Heinrich Kwiatkowski bildete er zusammen mit Erich Juskowiak das Verteidigerpaar beim überlegen herausgespielten 7:0-Erfolg der Westauswahl. Nach dem Abstieg im Weltmeisterschaftsjahr 1954 – auch die 21 Treffer von Torjäger Kelbassa und das unbestrittene Können des Trainers Willy Multhaup konnten das nicht verhindern – als er in weiteren 27 Spielen zur Verfügung gestanden hatte, unterschrieb er zur Saison 1954/55 beim VfL Wolfsburg einen neuen Vertrag und kehrte wieder in den Norden zurück.

### VfL Wolfsburg, 1954 bis 1958
Bei den Grün-Weißen vom Stadion am Elsterweg erlebte Kempchen in seiner ersten Saison 1954/55 am 8. Spieltag, den 31. Oktober 1954, seinen größten Tag. Wolfsburg gewann mit 1:0 das Heimspiel gegen den Hamburger SV und er bekämpfte dabei vor 12.000 Zuschauern erfolgreich den HSV-Linksaußen Herbert Wojtkowiak. Unter Trainer Ludwig Lachner konnte mit dem 14. Rang knapp der Klassenerhalt bewerkstelligt werden. In seiner zweiten Saison in Wolfsburg bestritt der 33-jährige Defensivstratege alle 30 Rundenspiele und Neuzugang Hans Kircher hatte 20 Tore erzielt; trotzdem reichte es für den VfL wiederum nur zum 14. Tabellenrang. Das dritte Jahr in Folge belegten Kempchen und Kollegen 1956/57 den 14. Rang und das obwohl Angreifer Kircher seine Trefferzahl sogar auf 27 Tore ausbauen konnte und der spätere Nationalspieler Willi Giesemann in der Ligamannschaft debütierte.
Mit den vier Einsätzen in der Saison 1957/58 in den Spielen gegen Göttingen 05 (3:3), FC St. Pauli (4:1), VfB Lübeck (0:1) und am 9. März 1958 bei einer 0:2-Auswärtsniederlage bei Phönix Lübeck, beendete der 36-jährige Heinz Kempchen nach insgesamt 220 Oberligaspielen mit sieben Toren im Sommer 1958 seine höherklassige Spielerlaufbahn.